# Gonzalo Menendez
Gonzalo Menendez, né le 8 novembre 1971 à Miami (Floride), est un acteur américain.

## Filmographie

### Cinéma
- 1997 : The Disappearance of Garcia Lorca de Marcos Zurinaga : Un jeune homme
- 2005 : The Island de Michael Bay : Un médecin
- 2006 : Adieu Cuba de Andy Garcia : Fidel Castro
- 2007 : Les Quatre Fantastiques et le Surfer d'argent de Tim Story : Un Lieutenant
- 2007 : La Faille de Grégory Hoblit : Le policier en uniforme
- 2009 : 12 Rounds de Renny Harlin : Agent Spécial Ray Santiago
- 2012 : Savages : Hernando
- 2015 : Superfast 8 : Hanover
- 2017 : Sand Castle : Haring

### Télévision
- 1997 : Players, les maîtres du jeu (saison 1, épisode 6) : Rigo
- 1998 : Sliders : Les Mondes parallèles (saison 4, épisode 7) : Jorge
- 1999 : Pacific Blue (saison 5, épisode 15)
- 2001 : Philly (saison 1, épisode 8) : Orlando Medina
- 2001 : New York Police Blues (saison 9, épisode 18) : Mike Menendez
- 2001 : Washington Police (saison 2, épisode 21) : Jorge Santoro
- 2003 : 24 heures chrono (saison 3, épisodes 11 et 12)
- 2003 et 2004 : Les Experts : Miami (saison 2, épisode 1 et Saison 3, épisode 15) : Clavo Cruz
- 2005 : Threshold : Premier Contact (saison 1, épisode 6) : Javier Fernandez
- 2005 - 2006 : Esprits criminels (saison 1, épisode 8 et Saison 2, épisode 20) : Josh Kramer
- 2005 : DOS : Division des opérations spéciales (saison 1, épisode 8) : Daniel Marco
- 2005 : Les Experts : Manhattan (saison 2, épisode 14) : Gus Drood
- 2005 : Cold Case : Affaires classées (saison 3, épisode 15) : Ramiro
- 2006 : The Unit : Commando d'élite (saison 1, épisode 12) : Vasquez
- 2006 : Numb3rs (saison 3, épisode 19) : Victor Morelos
- 2006 : Les Experts : Miami (saison 5, Épisodes 14 et 15) : Clavo Cruz
- 2007 : Cane (saison 1, épisodes 8, 10 et 13) : Chicho
- 2007 : Burn Notice (saison 1, épisode 10) : Lucio Velasquez
- 2009 : NCIS : Los Angeles (saison 1, épisode 13) : Jose Caro
- 2010 : Bones : Un livreur d'organe
- 2015 : Zoo (saison 1 épisode 5 et 6) : Gustavo Silva
- 2016 : Colony : Lagarza
- 2016 : Castle : Ronaldo
- 2016 : Scorpion : Peralta
- 2017 : SEAL Team : Capitaine Garcia
- 2020 : 9-1-1 (série télévisée) : saison 3, épisode 10 : Agent d'aéroport